# Physiphora insulaepaschalis
Physiphora insulaepaschalis är en tvåvingeart som först beskrevs av Günther Enderlein 1938.  Physiphora insulaepaschalis ingår i släktet Physiphora och familjen fläckflugor. Inga underarter finns listade i Catalogue of Life.